# Jana Olhová
Jana Oľhová, née le 31 décembre 1959 à Myjava (Tchécoslovaquie, actuellement en Slovaquie), est une actrice slovaque.

## Filmographie

### Au cinéma
- 1983 : L'Abeille millénaire (Tisícrocná vcela) : Maid
- 1985 : Sladke starosti : Milka Hargasova
- 1989 : Rabaka : Saleswoman
- 2003 : Želary : Juliska Jurigová
- 2008 : Muzika : Mother-in-law
- 2008 : Bathory (Bathory: Countess of Blood) : Dora
- 2009 : Little Foxes : Mother
- 2010 : Survivre à sa vie (théorie et pratique) (Prezít svuj zivot (teorie a praxe)) : Prostituée
- 2010 : Praví Chlapi : Lota
- 2012 : Paradigma : Irma
- 2013 : Fine, Thanks (Dakujem, dobre) : Jana
- 2014 : Hostage (Jak jsme hráli cáru) : Female Comrade
- 2015 : The Seven Ravens (Sedmero krkavcu) : Mère
- 2015 : The Cleaner (Cistic)
- 2017 : Little Crusader (Krizácek) : la femme de l'aubergiste
- 2020 : Le Procès de l'herboriste (Šarlatán) d'Agnieszka Holland